# クレマン・ルモアヌ
クレマン・ヨゼフ・ルモアヌ（音訳：柳茂安、Clément Joseph Lemoine、1869年8月29日 - 1941年8月10日）は、フランスの神父、パリ外国宣教会に所属していた。来日し、明治、大正、昭和の三代にわたり数多くの雑誌、書籍を出版した。また、カトリック名古屋、東京関口、横浜山手、戸塚マリア宣教者フランシスコ修道女会の修道院付き司祭を務めた。

## 生涯
1869年（明治2年）8月29日フランス北西部ブルターニュ半島のイル＝エ＝ヴィレーヌ県のセイジオジ町で実業家の家庭に誕生。サン・ロー中学校に学び、1888年（明治21年）イツシーのスルピス会神学校入学。1890年（明治23年）パリ外国宣教会入会。1894年（明治27年）司祭叙階。同年10月来日。名古屋の主税町教会付きとなり、ツルペン神父を助けて、岐阜、豊橋にも布教。その後、オズーフ大司教に出版布教の許可を受けた。数万円の私財で東京銀座三丁目に三才社を創設し、1898年（明治31年）以来総合文化月刊誌「天地人」を発行した。のち三才社を神田錦町に移し、京都木鐸館から発行されていた雑誌「聲」を1899年（明治32年）1月より引き継いで発行。またフランス書籍の輸入販売も行った。東京関口教会主任としては巡回講演布教を行う。「天地人」は1901年（明治34年）6月で廃刊。「聲」に経営の中心を移す。自らも筆を執り、「クォ・ヴァディス」を抄訳、「雲間の月」を連載し、諸般の記事を作成した。また、1904年（明治37年）から7年間仏文雑誌「メランジュ」を季刊し、日本の仏教、歴史、宗教及び風習について研究論文を発表。1908年（明治41年）子ども雑誌「教えの園」を発行。さらに週刊新聞を企画したが、1911年（明治44年）財政難によりボンヌ大司教に願い出て三才社主を辞任。雑誌「聲」をシュタイシェン神父に譲った。1912年（明治45年）名古屋教会主任就任。1914年（大正3年）浜松教会を兼任。同年第一次世界大戦とともに召集されフランスに帰国。陸軍病院衛生兵として幾つかの病院で働いてから、陸軍省の新聞課で日本の新聞を翻訳する軍務に就き、1918年（大正7年）定年除隊。同年8月神戸に戻る。以後横浜山手教会で働く。1923年（大正12年）関東大震災、助任ルベルベ神父を失う。復興に尽力。1929年（昭和4年）三才社に次いで教友社を経営したシュタイシェン神父死去後はカトリック中央出版部設立とともにその委員に就任。雑誌「聲」の主幹として論説を書いた。また、1938年（昭和13年）7月創刊の布教委員会発行仏文雑誌「カイエ・ダンフォルマション」をロア神父のあとを継いで1940年（昭和15年）9月廃刊まで編集。他に『宗教之試金石』、『宗教の根本問題』、『宣教師の遺言』を著した。1937年（昭和12年）老齢のため横浜山手教会の主任からマリアの宣教者フランシスコ修道女会修練院付きの司祭となり、5月3日米国経由で祖国に出発。1938年12月下旬に日本に戻った。1941年（昭和16年）8月10日東京新宿の聖母病院にて死去。横浜山手外人墓地に埋葬。

## 著書
- 宗教之試金石 三才社、1901年 三才社、1907年[注釈 1]
- 現時問題の解決 敎學研鑽和佛協會、1915年
- 宗教の根本問題 公敎靑年會、1927年
- 宣教師の遺言 カトリック中央書院、1938年